# Beat Boys in the Jet Age
Beat Boys in the Jet Age è il primo album discografico del gruppo musicale inglese The Lambrettas.

## Tracce
1. Da-a-ance – 2:57
2. Cortina MK II – 2:36
3. London Calling – 3:54
4. Poison Ivy – 2:45
5. Leap Before You Look – 2:24
6. Beat Boys in the Jet Age – 2:19
7. Another Day (Another Girl) – 2:49
8. Living for Today – 2:43
9. Watch Out I'm Back – 2:50
10. Don't Push Me – 3:58
11. Runaround – 2:56
12. Face to Face – 3:08
13. Go Steady – 2:55
14. Cortinas – 2:37
15. Listen, Listen, Listen – 3:55

## Formazione
- Jez Bird - Cantante e chitarra
- Doug Sanders - Voce secondaria e chitarra
- Mark Ellis  - basso
- Paul Wincer - batteria